# Limenitis tizona
Limenitis tizona är en fjärilsart som beskrevs av Felder 1867. Limenitis tizona ingår i släktet Limenitis och familjen praktfjärilar. Inga underarter finns listade i Catalogue of Life.